# Вокер (округ Моно, Каліфорнія)
Вокер (англ. Walker) — переписна місцевість (CDP) в США, в окрузі Моно штату Каліфорнія. Населення — 704 особи (2020).

## Географія
Вокер розташований за координатами 38°32′3″ пн. ш. 119°27′29″ зх. д. / 38.53417° пн. ш. 119.45806° зх. д. (38.534044, -119.458184).  За даними Бюро перепису населення США в 2010 році переписна місцевість мала площу 47,76 км², уся площа — суходіл.

## Демографія
Згідно з переписом 2010 року, у переписній місцевості мешкала 721 особа в 335 домогосподарствах у складі 218 родин. Густота населення становила 15 осіб/км².  Було 445 помешкань (9/км²).
Расовий склад населення:
| - 87,2 % — білих - 7,9 % — корінних американців - 0,4 % — чорних або афроамериканців - 0,4 % — азіатів - 0,1 % — вихідців з тихоокеанських островів - 1,8 % — осіб інших рас |

До двох чи більше рас належало 2,1 %. Частка іспаномовних становила 9,7 % від усіх жителів.
За віковим діапазоном населення розподілялося таким чином: 17,2 % — особи молодші 18 років, 55,6 % — особи у віці 18—64 років, 27,2 % — особи у віці 65 років та старші. Медіана віку мешканця становила 51,1 року. На 100 осіб жіночої статі у переписній місцевості припадало 95,4 чоловіків;  на 100 жінок у віці від 18 років та старших — 90,7 чоловіків також старших 18 років.
Середній дохід на одне домашнє господарство  становив 65 709 доларів США (медіана — 63 566), а середній дохід на одну сім'ю — 85 013 долари (медіана — 85 395). За межею бідності перебувало 8,9 % осіб, у тому числі 5,3 % дітей у віці до 18 років та 6,9 % осіб у віці 65 років та старших.
Цивільне працевлаштоване населення становило 365 осіб. Основні галузі зайнятості: публічна адміністрація — 33,2 %, мистецтво, розваги та відпочинок — 20,8 %, освіта, охорона здоров'я та соціальна допомога — 15,9 %, транспорт — 13,4 %.